# Campeonato Paulista de Futebol de 1929 (APEA)
O Campeonato de Foot-Ball da Associação Paulista de Sports Athleticos de 1929 foi a 17.ª edição do campeonato organizado pela APEA, jogado pelos clubes paulistas filiados a esta associação. É reconhecido como legítima edição do Campeonato Paulista de Futebol pela FPF. O campeão foi o Corinthians, tendo o Santos ficado com o vice-campeonato.

## Regulamento
Os 8 clubes participantes disputaram campeonato jogando todos contra todos em turno único, pontos corridos. Em caso de empate em pontos na primeira posição, haveria jogo ou jogos desempate.

## Disputa do título
Corinthians, Palestra Itália e Santos iniciaram o torneio com vitórias e goleadas que logo os credenciaram à curtíssima disputa do título. A história começou a mudar quando Santos e Palestra se enfrentaram, ficando apenas em um empate, e quebrando mutuamente a sequência de vitórias enquanto o Corinthians seguiu vencendo rodada a rodada.
O Corinthians então venceu goleando no confronto direto com o Santos enquanto o Palestra apenas empatava com a Portuguesa. Em seu penúltimo jogo, o Corinthians goleou a Portuguesa por 7 a 1, chegando a 12 pontos em 12 disputados e eliminando da disputa o adversário além do Santos. Ao Palestra, restava vencer o Guarani de Campinas fora de casa, ou o Corinthians seria campeão sem entrar em campo. 
O Palestra Itália venceu, levando a decisão para a última rodada, justamente um Derby Paulista. Ao Palestra Itália, com 10 pontos, era preciso vencer para empatar em pontos e forçar um jogo desempate. Mas o Corinthians, então atual campeão paulista pela APEA, tinha o melhor time do campeonato e venceu a última partida do campeonato por pontos corridos, goleando o arquirrival, que terminou em terceiro lugar, atrás do Santos, por 4 a 1.

## Tabela
12/05/1929 Sírio 1 x 3 Ypiranga
26/05/1929 Corinthians 3 x 2 Ypiranga
26/05/1929 Portuguesa 3 x 2 Sílex
02/06/1929 Palestra Itália 5 x 0 Sílex
02/06/1929 Portuguesa 3 x 3 Guarani
02/06/1929 Santos FC 5 x 2 Sírio
25/08/1929 Corinthians 6 x 2 Sírio
25/08/1929 Santos FC 7 x 1 Ypiranga
25/08/1929 Sílex 2 x 4 Guarani
01/09/1929 Corinthians 7 x 0 Sílex
01/09/1929 Palestra Itália 3 x 2 Sírio
01/09/1929 Portuguesa 6 x 1 Ypiranga
08/09/1929 Santos FC 3 x 1 Guarani
15/09/1929 Santos FC 7 x 2 Portuguesa
22/09/1929 Guarani 1 x 1 Sírio
22/09/1929 Santos FC 1 x 1 Palestra Itália
29/09/1929 Guarani 3 x 1 Ypiranga
29/09/1929 Portuguesa 3 x 0 Sírio
06/10/1929 Corinthians 4 x 1 Santos FC
06/10/1929 Portuguesa 2 x 2 Palestra Itália
06/10/1929 Sílex 0 x 1 Sírio
13/10/1929 Corinthians 2 x 1 Guarani
13/10/1929 Palestra Itália 6 x 0 Ypiranga
13/10/1929 Santos FC 6 x 2 Sílex
03/11/1929 Corinthians 7 x 1 Portuguesa
03/11/1929 Guarani 2 x 3 Palestra Itália
03/11/1929 Sílex 2 x 0 Ypiranga
01/12/1929 Palestra Itália 1 x 4 Corinthians
| Campeão Paulista de 1929 |
| ------------------------ |
| CORINTHIANS (7º título)  |

## Classificação final
| Classificação - Final | Classificação - Final | Classificação - Final | Classificação - Final | Classificação - Final | Classificação - Final | Classificação - Final | Classificação - Final | Classificação - Final | Classificação - Final |
| Time | Time                  | PG                    | J                     | V                     | E                     | D                     | GP                    | GC                    | SG                    |
| --- | --------------------- | --------------------- | --------------------- | --------------------- | --------------------- | --------------------- | --------------------- | --------------------- | --------------------- |
| 1 | Corinthians           | 14                    | 7                     | 7                     | 0                     | 0                     | 33                    | 8                     | 25                    |
| 2 | Santos                | 11                    | 7                     | 5                     | 1                     | 1                     | 30                    | 13                    | 17                    |
| 3 | Palmeiras             | 10                    | 7                     | 4                     | 2                     | 1                     | 21                    | 11                    | 10                    |
| 4 | Portuguesa            | 8                     | 7                     | 3                     | 2                     | 2                     | 20                    | 22                    | - 2                   |
| 5 | Guarani               | 6                     | 7                     | 2                     | 2                     | 3                     | 15                    | 15                    | 0                     |
| 6 | Sírio                 | 3                     | 7                     | 1                     | 1                     | 5                     | 9                     | 21                    | - 12                  |
| 7 | Sílex                 | 2                     | 7                     | 1                     | 0                     | 6                     | 8                     | 26                    | - 18                  |
| 8 | Ypiranga              | 2                     | 7                     | 1                     | 0                     | 6                     | 8                     | 28                    | - 20                  |
| PG - pontos ganhos; J - jogos; V - vitórias; E - empates; D - derrotas; GP - gols pró; GC - gols contra; SG - saldo de gols |                       |                       |                       |                       |                       |                       |                       |                       |                       |